# Lamborghini Jalpa
Lamborghini Jalpa är en sportbil, tillverkad av den italienska biltillverkaren Lamborghini mellan 1981 och 1991.
Jalpan var ett "ekonomiskt" alternativ till Lamborghini Countach och är en utveckling av föregångaren Lamborghini Silhouette, och har bland annat större motor. Produktionen uppgick till 419 exemplar.
Varianter:
| Modell | Motor              | Cylindervolym | Effekt | Bränslesystem               |
| ------ | ------------------ | ------------- | ------ | --------------------------- |
| P350   | 8-cyl V-motor dohc | 3485 cm³      | 255 hk | 4 st Weber 40DCNF förgasare |